# Kin Kan
Kin Kan（キンカン）とは関西ジャニーズJr.のメンバーからなる男性アイドルグループである。
名前はKing of Kansai（関西）の略。
メンバーは向井康二、平野紫耀、金内柊真の3人。2012年に向井と金内の2人で結成。2012年8月、松竹座で行われていた舞台『少年たち』で平野の加入が決定し、3人グループとなった。

## 出演
特記なき場合は3人で出演。

### バラエティー
- まいど!ジャーニィ〜（2012年10月3日 - 、BSフジ） - レギュラー[8][9]

### 舞台
- 少年たち（2012年8月4日 - 27日、大阪松竹座）向井・金内[10]
- ANOTHER（2013年8月3日  - 27日、大阪松竹座[11][12] / 9月4日 - 28日、日生劇場[1][13]）

### コンサート
- 関西ジャニーズJr. X'masコンサート 2012（2012年12月2日 - 12月25日、大阪松竹座）[14]
- 関西ジャニーズJr. 平成25年明けましておめでとうコンサート（2013年1月5日・6日、大阪城ホール）[15]
- まいジャニコンサート Vol.1（2013年3月2日・3日、オリックス劇場）[16]
- 関西ジャニーズJr. 春休みスペシャルコンサート 2013（2013年3月5日 - 3月27日、大阪松竹座）[17]
- 関西ジャニーズJr. 初全国ツアー 2013（2013年4月4日 - 7月7日、NHKホール 他）[18]
- まいジャニコンサート Vol.2（2013年8月31日・9月1日、オリックス劇場）[19]
- 関西ジャニーズJr．X’masコンサート2013（2013年12月13日 - 16日、大阪松竹座）[20][21]